# 大台町国民健康保険報徳病院
大台町国民健康保険報徳病院（おおだいちょうこくみんけんこうほけんほうとくびょういん）は三重県多気郡大台町にかつて存在した病院。旧・宮川村域における拠点病院であった。
2015年3月をもって閉院し、同年4月より大台町報徳診療所（同町江馬127番地）が開設された。

## 沿革
- 1936年（昭和11年）4月10日 - 簡易診療所「荻原報徳療院」として開設[1]。
- 1942年（昭和17年）9月14日付けの日本医師会との協定書では荻原報徳療院の経営者を保証責任 荻原信用購買販売利用組合としている。その後、組織変更に伴い、荻原村農業会、荻原村農業協同組合に移管される[1]。
- 1949年（昭和24年）4月30日 - 荻原村が譲り受け、荻原村国民健康保険報徳病院となる[1]。（診療科 内科・外科 病床数25）
- 1956年（昭和31年）5月3日 - 町村合併による宮川村発足に伴い、宮川村国民健康保険報徳病院と名称を変更する。
- 1973年（昭和48年）11月 - 木造平屋建て病舎を鉄筋（一部鉄骨）2階建てに全面改装し、病床数38となる。
- 1994年（平成6年）2月 - レントゲン棟を増築し、合わせて眼科・耳鼻咽喉科の増設のため病舎の一部改造を行う。
- 1998年（平成10年）10月 - リハビリ棟完成。
- 2003年（平成15年）8月31日 - 病床区分一般病床を選択する。
- 2003年（平成15年）12月1日 - 病床数30に変更する。
- 2006年（平成18年）1月10日 - 町村合併による新・大台町発足に伴い、により、大台町国民健康保険報徳病院と名称を変更する。
- 2006年（平成18年）10月1日 - 耳鼻咽喉科休診となる。
- 2006年（平成18年）12月1日 - 医薬分業を開始する。
- 2015年（平成27年）3月31日 - 閉院。

## 概要
- 敷地面積：4,535.41 m2
- 建物：鉄筋コンクリート2階建て　2,087.94 m2
- 医師住宅：3棟 431.52 m2

## 診療科目
- 内科
- 整形外科
- 眼科